# Tommie (Muppet)
Tommie is een pop in het Nederlandse kinderprogramma Sesamstraat die al sinds het eerste seizoen in 1976 onderdeel is van het programma.

## Eigenschappen
Tommie is qua gedrag vergelijkbaar met een kind in de eerste jaren van de basisschool. Hij loopt geregeld met van alles op zijn hoofd, bijvoorbeeld een vergiet, een zakdoek of ondergoed. Hij houdt graag anderen voor de gek. Hij is meestal vrolijk, maar kan ook snel geïrriteerd raken. Gelukkig is er dan zijn speelkameraadje Ieniemienie om hem op te vrolijken.
Tommie houdt van een boterham met pindakaas en gebruikt de uitdrukking "poehee" als hij zich ergens over verbaast. In de begintijd van Sesamstraat zat hij voornamelijk in een vuilnisbak, mogelijk naar het voorbeeld van de Amerikaanse Sesamstraat-figuur Oscar. In het tweede seizoen was Tommie vaak in het gezelschap van Troel, de voorgangster van Ieniemienie.

## Uiterlijk
Tegenwoordig is Tommie een hond. In de begintijd van Sesamstraat had hij een teddybeer-achtig uiterlijk. Regisseur Ton Hasebos maakte de eerste Tommie-pop van een oude bontjas van zijn vrouw. In 1980 volgde een versie die een beetje een mengeling was van de huidige Tommie en de teddybeer-versie. Deze werd tot 1981 gebruikt.
De versie die volgde was de eerste die werd vervaardigd door Kermit Love, een poppenmaker van Henson, die hem meer een Muppet-uiterlijk gaven. Een belangrijk verschil was dat zijn kraalogen werden vervangen door grotere ogen met oogleden en zwarte cirkels als pupillen, gelijkend op die van bijvoorbeeld Ernie. Sindsdien is Tommies uiterlijk nauwelijks meer veranderd. De pop is verzekerd voor ca. 30.000 dollar (2004).

## Acteurs
- Stef van der Linden (1976-1977)
- Martin Pragt (1978)
- Bert Plagman (1979-heden)

Aangezien de acteur zijn rechterhand gebruikt om Tommies hoofd en mond te bewegen, en zijn andere hand voor de linkerhand van de pop, is er een tweede persoon nodig die Tommies rechterhand speelt. Voorheen werd de rechterhand bewogen door Catherine van Woerden, Renée Menschaar en later door Judith Broersen. Deze drie spelen inmiddels respectievelijk Ieniemienie, Pino en Purk. Tegenwoordig wordt Tommies rechterhand bespeeld door Daphne Zandberg.